# 요시와촌 (히로시마현 미쓰기군)
요시와촌(일본어: 吉和村)은 일본 히로시마현 미쓰기군에 있던 촌이다. 현재의 오노미치시의 일부에 해당한다.